# Reinsbronn
Reinsbronn ist ein Stadtteil von Creglingen im Main-Tauber-Kreis im fränkisch geprägten Nordosten Baden-Württembergs.

## Geographie
Reinsbronn liegt als eine im Kern straßendorfartige Siedlung in der Quellmulde eines linken Seitentals der zur Tauber entwässernden Steinach. Zur Gemarkung der ehemaligen Gemeinde Reinsbronn gehören das Dorf Reinsbronn (⊙), die Weiler Niedersteinach (⊙) und Schirmbach (⊙), das Gehöft Brauneck (⊙) und der Wohnplatz Altmühle (⊙).

## Geschichte

### Mittelalter
Im Jahre 1267 wurde der Ort erstmals urkundlich als Reinoldisbrunne erwähnt. Diese Bezeichnung stammt wohl von einem Personennamen ab. Der Fund eines Grabes aus der Zeit der Merowinger am nordwestlichen Ortsrand deutet auf eine möglicherweise frühere Entstehung des Ortes hin. Ein Reinsbronner Ortsadel wurde im 13. und 14. Jahrhundert als Lehensträger der Herren von Hohenlohe-Brauneck erwähnt, starb jedoch wohl schon vor 1400 wieder aus. Im Jahre 1402 erhielt Konrad von Goldstein einen Teil des Dorfes als hohenlohisches Lehen. Mit der übrigen Herrschaft Brauneck gelangte Reinsbronn, das zur Zehnt Hart gehörte, im Jahre 1448 an Brandenburg-Ansbach, welche die Geyer von Giebelstadt mit dem Ort belehnten.

### Neuzeit
Das Schloss Reinsbronn, ein ehemaliges Wasserschloss im unteren Teil des Dorfes wurde im Jahre 1588 von Philipp Geyer umgebaut. Im älteren Westteil befinden sich noch frühgotische Bauelemente. 1708 gelangte Reinsbronn, das dem Ritterkanton Odenwald inkorporiert war, nach dem Aussterben der Geyer zunächst an Preußen, 1729 wiederum an Brandenburg-Ansbach. 1750 wurde Reinsbronn dem Amt Creglingen zugeschlagen und teilte fortan dessen weitere Geschichte. Der Ort fiel im Jahre 1810 an Württemberg und gehörte seitdem zum Oberamt Mergentheim und seit 1938 zum Landkreis Mergentheim, der zum 1. Januar 1973 im neu gebildeten Main-Tauber-Kreis aufging.
Am 1. Februar 1972 wurde Reinsbronn in die Stadt Creglingen eingegliedert.

### Einwohnerentwicklung
Die Bevölkerung von Reinsbronn und den umgebenden Wohnplätzen auf dessen Gemarkung entwickelte sich wie folgt:
| Jahr | Gesamt |
| ---- | ------ |
| 1961 | 520    |
| 1970 | 491    |
| 2016 | 317    |

Am 31. Dezember 2016 lebten auf der Gemarkung des Creglinger Stadtteils Reinsbronn 317 Menschen. Diese verteilten sich auf die folgenden Wohnplätze: Reinsbronn (207 Einwohner) mit Niedersteinach (75 Einwohner) und Schirmbach (35 Einwohner).

## Politik
Die Blasonierung des Reinsbronner Wappens lautet: In Silber ein aus dem Schildrand wachsender zweiröhriger Brunnen mit blauen Wasserstrahlen, der Brunnentrog belegt mit einem silbernen Wappenschild mit rotem Balken.

## Religion
Die evangelische Kirchengemeinde Reinsbronn war bis 1580 eine Filiale von Bieberehren, dann von Creglingen. Im Jahre 1587 erhielt Reinsbronn eine eigene evangelische Pfarrei. In der ersten Hälfte des 17. Jahrhunderts war der Ort vorübergehend wieder eine Filiale von Creglingen. Die evangelische Kirchengemeinde Reinsbronn umfasst den Stadtteil Reinsbronn mit den zugehörigen Weilern Altmühle, Brauneck und Niedersteinach der Stadt Creglingen.
Die Katholiken gehören kirchlich zu Creglingen.

## Kultur und Sehenswürdigkeiten

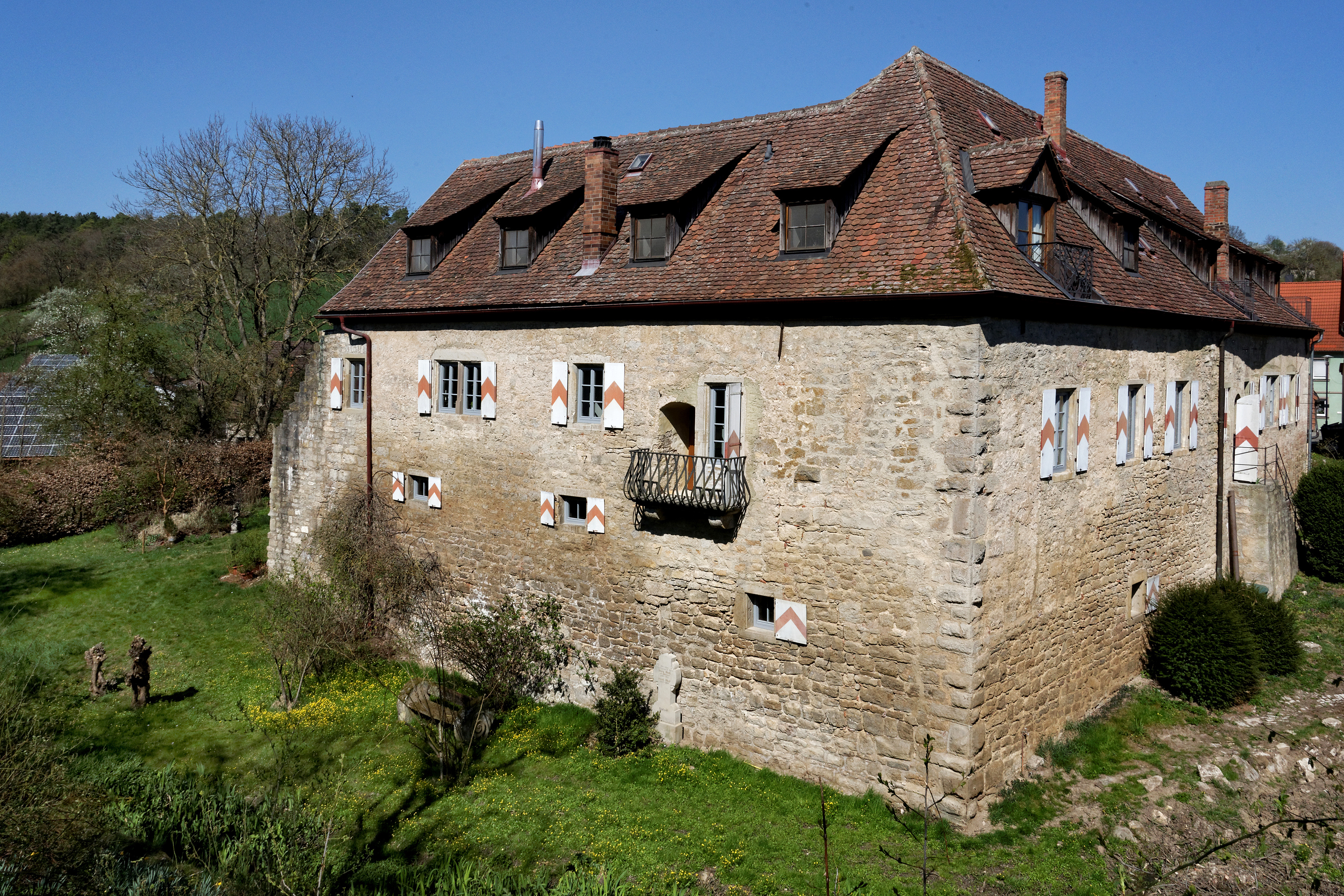
Das Geyer-Schloss in Reinsbronn von Süden gesehen

### Evangelische Kirche
Die evangelische Pfarrkirche in Reinsbronn ist ein neuromanischer Bau aus dem Jahre 1852.

### Schloss Reinsbronn
Das Schloss Reinsbronn, auch Geyer-Schloss Reinsbronn genannt, ist eine aus dem 13. Jahrhundert stammende ehemalige Wasserburg, die ab 1587 zu einem Schloss umgebaut wurde.

## Verkehr
Reinsbronn ist aus nordwestlicher und aus südöstlicher Richtung jeweils über die K 2872 zu erreichen, die den Ort durchquert. Durch Reinsbronn verläuft der Fränkische Marienweg.